# Holodactylus africanus
Holodactylus africanus är en ödleart som beskrevs av  Oskar Boettger 1893. Holodactylus africanus ingår i släktet Holodactylus och familjen geckoödlor. Inga underarter finns listade i Catalogue of Life.
Arten kännecknas av ett avrundat huvud, gula ögonlock, en kort svans och klor vid fingar och tår. Exemplaren blir vanligen 60 till 80 mm långa och några individer når 105 mm. Ovansidan har en ljusbrun grundfärg och flera mörkbruna tvärband med violetta nyanser. På ryggens topp finns en vitaktig längsgående strimma som kan vara otydlig. Buken har en vit till ljusgul färg.
Utbredningsområdet ligger i östra Etiopien, i regioner i Somalia som anslutar i norr, i Kenya och i norra Tanzania. Kanske når arten Djibouti. Ödlan lever i kulliga regioner och i bergstrakter mellan 200 och 1200 meter över havet. Habitatet utgörs av halvöknar och torra buskskogar. Arten äter främst termiter som kompletteras med skalbaggar och andra leddjur. I Tanzania hittas ödlan även på gräsmarker. Den finns där tillsammans med betande djur men vid gräsklippning försvinner arten. Individerna är nattaktiva och vilar på dagen i självgrävda jordhålor. I svansen lagras fett som reserv för den torra perioden. Honor i fångenskap lägger upp till två ägg per tillfälle. Peroner i Somalia är rädd för Holodactylus africanus på grund av det kraftiga bettet. Felaktig påstås att bettet är giftigt så att huden löser sig.
Denna ödla har bra anpassningsförmåga och den är talrik. IUCN listar arten som livskraftig (LC).